# ميشيل بونارد
ميشيل بونارد (بالإنجليزية: Michelle Bonnard؛ مواليد 14 سبتمبر 1980) هو مُمثل إنجليزي.

## وصلات خارجية
- ميشيل بونارد على موقع IMDb (الإنجليزية)
- ميشيل بونارد على موقع ألو سيني (الفرنسية)
- ميشيل بونارد على موقع أول موفي (الإنجليزية)
- ميشيل بونارد على موقع قاعدة بيانات الفيلم (الإنجليزية)
- ميشيل بونارد على موقع كينوبويسك (الروسية)